# Marie Melita de Hohenlohe-Langenbourg
Titre
Duchesse de Schleswig-Holstein-Sonderbourg-Glücksbourg (épouse du prétendant)
21 janvier 1934 – 10 février 1965
(31 ans et 20 jours)
Marie Melita de Hohenlohe-Langenbourg (en allemand : Marie Melita Leopoldine Viktoria Feodora Alexandra Sophie zu Hohenlohe-Langenburg), née le 18 janvier 1899 à Langenbourg, dans l'Empire allemand, et morte le 8 novembre 1967 à Munich, en Allemagne de l'Ouest est une princesse allemande devenue duchesse de Schleswig-Holstein en qualité d'épouse de Frédéric, duc de Schleswig-Holstein.

## Biographie

### Famille
Marie Melita de Hohenlohe-Langenbourg est la fille aînée d'Ernest II de Hohenlohe-Langenbourg (1863-1950), prince de Hohenlohe-Langenbourg (1913-1960) et régent du duché de Saxe-Cobourg-Gotha (1900-1905), et de son épouse la princesse Alexandra de Saxe-Cobourg-Gotha (1878-1942). Par son père, elle descend d'Hermann de Hohenlohe-Langenbourg (1832-1913), prince de Hohenlohe-Langenbourg (1860-1913) et gouverneur d'Alsace-Lorraine (1894-1907), et de son épouse la princesse Léopoldine de Bade (1837-1903).
Son prénom se réfère à celui de sa tante paternelle Victoria-Mélita de Saxe-Cobourg-Gotha car cette dernière est née à Malte. Par sa mère, Marie Melita de Hohenlohe-Langenbourg est une arrière-petite-fille de la reine Victoria de Grande-Bretagne, ainsi que du tsar Alexandre II de Russie.

### Mariage et postérité
Le 5 février 1916 à Cobourg, Marie Melita épouse son cousin issu de germain, Frédéric, prince héréditaire de Schleswig-Holstein-Sonderburg-Glücksbourg (1891-1965), le fils unique de Frédéric-Ferdinand, duc de Schleswig-Holstein et de son épouse la princesse Caroline- Mathilde de Schleswig-Holstein-Sonderburg-Augustenbourg.
Quatre enfants sont nés de cette union, :
- Hans Albrecht de Schleswig-Holstein-Sonderbourg-Glücksbourg (né au château de Louisenlund, à Güby, le 12 mai 1917 et tué le 10 août 1944 à Jedlińsk en Pologne)
- Guillaume de Schleswig-Holstein-Sonderbourg-Glücksbourg (né au château de Louisenlund, le 24 septembre 1919 et mort le 17 juin 1926 à Kiel)
- Pierre de Schleswig-Holstein-Sonderbourg-Glücksbourg (né au château de Louisenlund, le 30 avril 1922 et mort le 30 septembre 1980 au domaine de Bienebek par Eckernförde, dans la commune de Thumby), duc de Schleswig-Holstein-Sonderbourg-Glücksbourg, puis duc de Schleswig-Holstein en 1965
- Alexandra de Schleswig-Holstein-Sonderbourg-Glücksbourg (née au château de Louisenlund, le 9 juillet 1927 et morte le 14 décembre 2000 à Friedrichshafen), elle épouse civilement le 22 juillet 1970 à Grünholz, puis religieusement le 25 juillet suivant à Louisenlund, Douglas Barton Miller (né à San Francisco le 8 décembre 1929).

## Titulature
- 18 janvier 1899 – 5 février 1916 : Son altesse sérénissime la princesse Marie Melita de Hohenlohe-Langenbourg
- 5 février 1916 – 27 avril 1931 : Son altesse la princesse héréditaire de Schleswig-Holstein-Sonderbourg-Glücksbourg
- 27 avril 1931 – 21 janvier 1934 : Son altesse la princesse héréditaire de Schleswig-Holstein
- 21 janvier 1934 – 10 février 1965  : Son altesse la duchesse de Schleswig-Holstein
- 10 février 1965 – 8 novembre 1967 : Son altesse la duchesse douairière de Schleswig-Holstein.